# ذي مسل (مكيراس)

تعديل مصدري - تعديل

ذي مسل هي إحدى قرى عزلة مكيراس بمديرية مكيراس التابعة لمحافظة البيضاء، بلغ تعداد سكانها 160 نسمة حسب تعداد اليمن لعام 2004.